# 이나현 (스피드스케이팅 선수)
이나현(2005년 12월 14일~)은 대한민국의 스피드스케이팅 선수이다. 

## 경력
초등학교 1학년때 스케이트를 시작했으며 오스트레일리아 유학을 다녀온 후인 초등학교 6학년때 본격적으로 유소년 선수 생활을 했다.
이나현은 2021년 대한민국 주니어 국가대표와 성인 국가대표로 발탁되었고 그 해 11월 독일 인첼에서 열린 주니어 월드컵에 참가했다. 그녀는 이 대회 500m 종목에서 네덜란드의 핀 스밋의 뒤를 이어 2위에 올랐다. 12월에는 캐나다 캘거리에서 열린 2022년 4대륙 선수권 대회에 참가하며 성인 대표 데뷔전을 가졌고 1000m 부문에서 8위에 올랐다. 또한 김민지, 박채은과 함께 단체 스프린트에서 은메달을 획득했다.
2023년 3월 네덜란드 헤이렌베인에서 열린 2023년 세계 종목별 선수권 대회에 참가했으며 500m 종목에서 14위에 올랐다.
2024년 1월 8일 미국 솔트레이크시티에서 열린 월드컵에서 양호준과 함께 혼성 계주 동메달을 획득하면서 선수 경력 첫 월드컵 메달을 획득했다. 같은 해 2월에는 캐나다 캘거리에서 열린 2024년 세계 종목별 선수권 대회에 참가하여 500m 7위, 1000m 17위를 기록했고 김민지와 강수민과 출전한 단체 스프린트 경기에서 7위를 기록했다. 3월에 2024년 세계 스프린트 선수권 대회에 참가했으며 전체 12위에 올랐다.